# Bodo-Kachari

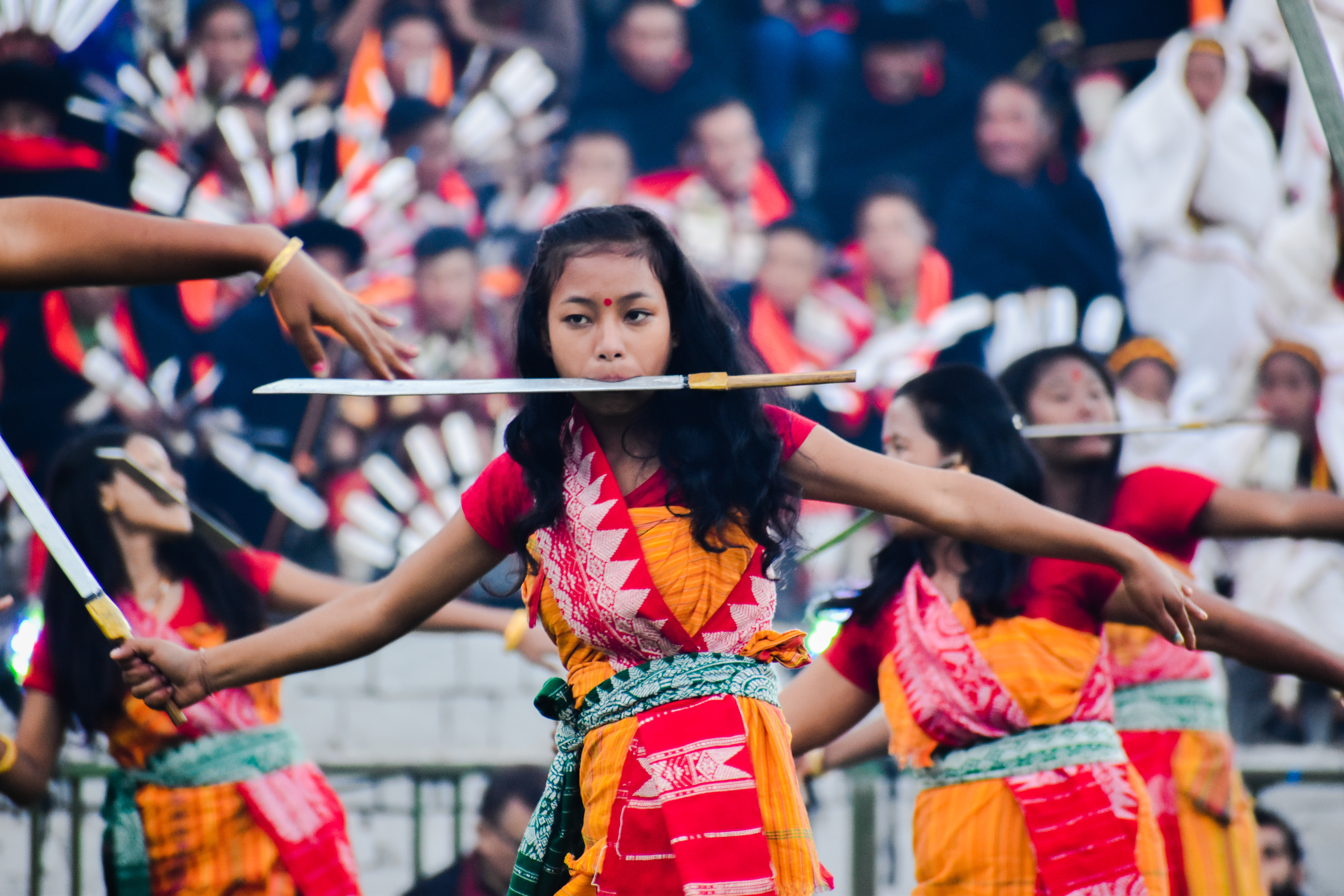
Tribù-donne Bodo-Kachari al Hornbill Festival.

Bodo-Kachari è un termine generico adottato per un numero di gruppi etnici predominanti in Assam che parlano le lingue tibeto-birmane o richiamano un'origine mitica comune. Sono per lo più di etnicità mongoloide.

## Gruppi
Basati sul censimento del 1881, nella classificazione Kachari ci sono 18 gruppi:
1. Bodo
2. Chutiya
3. Dhimal
4. Dimasa
5. Garo
6. Hajong
7. Hojai
8. Lalung
9. Madani
10. Mahalia
11. Mech
12. Moran
13. Phulgaria
14. Rabha
15. Rajbangshi (Koch)
16. Saraniya
17. Solaimiya
18. Tipra (che si svilupparono nel regno Twipra)

Alcuni di questi gruppi come i Chutiya, Moran, Saraniya e Koch considerano sé stessi come la più bassa casta Indù.
Altri gruppi come i Garo, i Rabha, i Lalung e gli Hajong, si sono isolati dalle loro origini e hanno stabilito identità separate.
Con l'eccezione dei Garo, che hanno ancora una società matriarcale, gli altri gruppi l'hanno abbandonata.
I Mech nell'Assam Occidentale, i Bodo nell'Assam centrale, i Dimasa e gli Hojai nel nord di Cachar, i Sonowal e i Thengal nella parte orientale del Brahmaputra, ora rappresentano i Kachari.